# Climocella kaitaka
Climocella kaitaka är en snäckart som beskrevs av James Frederick Goulstone 1996. Climocella kaitaka ingår i släktet Climocella och familjen Charopidae. Inga underarter finns listade i Catalogue of Life.